# Endless Wire
Endless Wire – jedenasty album brytyjskiego zespołu The Who, wydany 30 października 2006 roku przez Polydor Records, a w Stanach Zjednoczonych przez Universal Republic Records.

## Lista utworów
1. „Fragments” – 3:58
2. „A Man in a Purple Dress”– 4:14
3. „Mike Post Theme”– 4:28
4. „In the Ether”– 3:35
5. „Black Widow’s Eyes”– 3:07
6. „Two Thousand Years”– 2:50
7. „God Speaks of Marty Robbins”– 3:26
8. „It’s Not Enough”– 4:02
9. „You Stand by Me”– 1:36
10. „Sound Round”– 1:21
11. „Pick Up the Peace”– 1:28
12. „Unholy Trinity”– 2:07
13. „Trilby’s Piano”– 2:04
14. „Endless Wire”– 1:51
15. „Fragments of Fragments”– 2:23
16. „We Got a Hit”– 1:18
17. „They Made My Dream Come True”– 1:13
18. „Mirror Door”– 4:14
19. „Tea & Theatre”– 3:24

Ponadto, w niektórych edycjach ukazały się dodatkowe utwory:
1. „We Got a Hit” – 3:03
2. „Endless Wire”– 3:03

## Twórcy
The Who
- Roger Daltrey – wokal
- Pete Townshend – gitara, wokal, gitara basowa, pianino, keyboard, skrzypce, banjo, altówka, mandolina, wiolonczela
- Zak Starkey – perkusja

## Certyfikaty i sprzedaż
| Kraj                  | Certyfikat  | Sprzedaż |
| --------------------- | ----------- | -------- |
| Wielka Brytania (BPI) | złota płyta | 100 000+ |